# Tosya

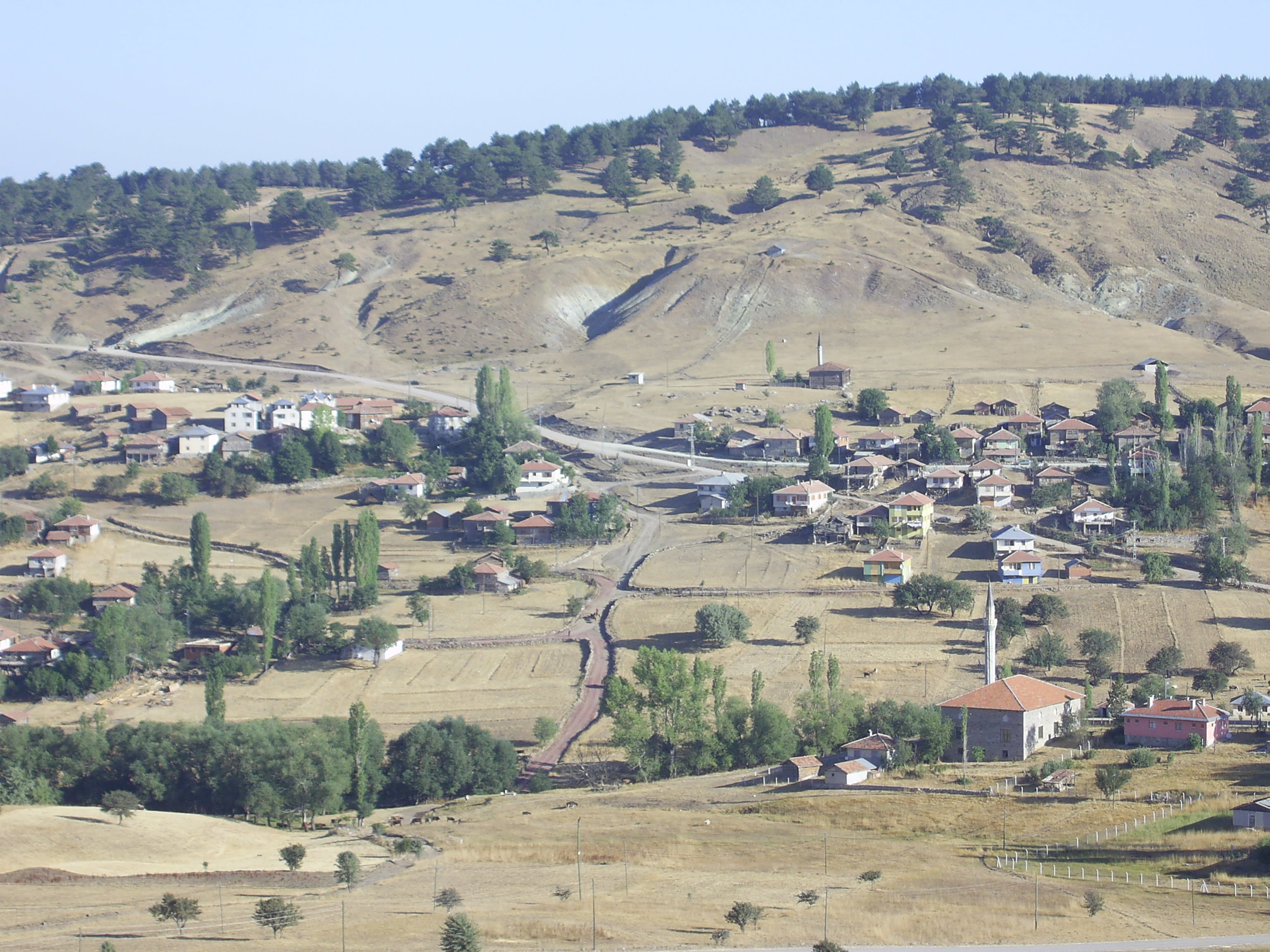
Kilkuyu

Tosya ist ein Landkreis (türkisch İlçe) mit der zugehörigen Kreisstadt im Süden der türkischen Provinz Kastamonu in Nordanatolien. Tosya liegt etwa 50 km südsüdöstlich der Provinzstadt Kastamonu am Südhang des Gebirgszugs Ilgaz Dağları.
Der Landkreis grenzt an den zentralen Landkreis (Merkez) Kastamonu im Norden und Nordwesten, den Kreis Taşköprü im Nordosten, die Provinz Çorum im Osten und Südosten sowie an die Provinz Çankırı im Südwesten und Westen. Neben der Kreisstadt besteht der Kreis aus 54 Dörfern (Köy) mit durchschnittlich 205 Bewohnern. Die Palette der Einwohnerzahlen reicht von 779 (Suluca) bis 37 (Şarakman). Die Bevölkerungsdichte des Kreises liegt mit 30,4 leicht über dem Provinzdurchschnitt (28,8 Einw. je km²).
Der Fluss Devrez Çayı durchfließt den Landkreis in östlicher Richtung.
Die Europastraße 80 (Fernstraße D 100) zwischen Gerede und Merzifon verläuft in West-Ost-Richtung durch den Landkreis und an der Stadt Tosya vorbei.